# Доходный дом Бурениных
Доходный дом Бурениных — здание в Красносельском районе Москвы, построенное в 1915 году по проекту архитектора Вячеслава Олтаржевского. В некоторых источниках фигурирует также как доходный дом купцов Садомовых.
Согласно архивным документам, дом был построен по заказу М. П. и П. Б. Бурениных. В частности, из справочника «Вся Москва» за 1915 год следует, что дом во владении 49 на участке 1408/143 принадлежал Буренину.

## Описание
Доходный дом для жильцов с высоким достатком в стиле рационального модерна, 1915 года постройки. Один из двух доходных домов, выстроенных в Москве видным архитектором В. К. Олтаржевским.
Два симметричных эффектных эркера на ступенчатых консолях определяют индивидуальный облик здания. Над подъездом, оформленным муфтированными пилястрами, помещена геральдическая композиция со львами и рыцарским шлемом — знаком дворянского достоинства владельцев. Некоторые исследователи отмечают, что декорация фасада дома выполнена в редком для Москвы стиле английской «тюдоровской» готики.

## Нынешнее состояние
В конце 2000-х годов дом был расселён. После расселения случилось несколько пожаров, не нанесших, впрочем, существенного урона. После неоднократных обращений градозащитников была произведена консервация. Параллельно идёт разработка проекта реконструкции здания под гостиницу, что может привести к значительной утрате подлинности и даже обернуться частичным сносом.
В мае 2016 года приказом Мосгорнаследия дом по заявке общественного движения «Архнадзор» был включён в перечень выявленных памятников. В январе 2018 года на общественное обсуждение вынесен Акт Государственной историко-культурной экспертизы. В июле 2018 года дом признан объектом культурного наследия регионального значения.